# Gelanggang (Sakra Timur)
Gelanggang is een bestuurslaag in het regentschap Oost-Lombok van de provincie West-Nusa Tenggara, Indonesië. Gelanggang telt 5010 inwoners (volkstelling 2010).